# 린다랑
린다랑(본명: 허만흥, 1997년 8월 25일 ~ )은 대한민국의 전직 리그 오브 레전드 프로게이머이다. 현역 시절 포지션은 탑 라이너였다. 아이디는 Lindarang을 사용하고 있다. 현재 아프리카TV에서 BJ로 활동하고 있다.

## 선수 생활
2016년 1월 7일, 아프리카 프릭스에 입단하면서 프로 커리어를 시작했다. 2016시즌 동안 익수의 서브 선수로 활동했다.
2017시즌을 앞두고 락스 타이거즈에 입단했다. 2017시즌 스프링 시즌에서는 샤이의 서브 선수로 활동했지만 출전할 때마다 좋지 못한 모습을 보여주었으며 서머 시즌에서도 부진이 이어나가면서 좋지 못한 모습을 보여주었다.
2018 스프링 시즌을 앞두고 팀의 주전 탑 라이너로 다시 한 번 기회를 얻게 되었다. 스프링 시즌 동안 발전된 모습을 보여주면서 좋은 모습을 보여주었다. 서머 시즌에서도 좋은 활약상을 이어나갔다.
2019시즌을 앞두고 진에어 그린윙스에 입단했다. 스프링 시즌 좋지 못한 모습을 보여주었다. 서머 시즌에도 좋지 못한 모습을 계속 보여주면서 팀의 강등에 일조하고 말았다. 시즌 종료 이후 팀에서 퇴단했다.

## 은퇴 후
진에어에서 퇴단한 이후 아프리카TV에서 BJ로 활동을 시작했다.

## 소속팀
| # | 팀명            | 소속 기간             | 소속 리그 | 비고 |
| - | --------------- | --------------------- | --------- | ---- |
| 1 | 아프리카 프릭스 | 2016.01.07~2016.11.30 | LCK       |      |
| 2 | 락스 타이거즈   | 2016.12.22~2018.11.20 | LCK       |      |
| 3 | 진에어 그린윙스 | 2018.11.27~2019.10.31 | LCK       |      |